# Wayne Weiler
Wayne Weiler (n. 9 decembrie 1934 – d. 13 octombrie 2005) a fost un pilot de curse auto american care a evoluat în Campionatul Mondial de Formula 1 în sezonul 1960.